# 10633 Akimasa
10633 Akimasa (1998 DP1) là một tiểu hành tinh vành đai chính được phát hiện ngày 20 tháng 2 năm 1998 bởi P. Pravec ở Đài thiên văn Ondřejov.